# Леопард із Рудрапраяґа
Леопард із Рудрапраяґа — самець індійського леопарда, який убив і з'їв щонайменше 125 осіб в районі округу Рудрапраяґ (на території сучасного індійського штату Уттаракханд) у період з 1918 року по 14 квітня 1926 року.  Застрелений відомим мисливцем на великих кішок Джимом Корбеттом 2 травня 1926 року. Хід полювання на хижака був описаний ним у книзі «Леопард із Рудрапраяґа», опублікованій в 1947 році.

## Статистика жертв
У книзі «Леопард із Рудрапраяґа» Корбетт наводить таку статистику вбитих леопардом:
За роками:
- 1918 — 1 жертва;
- 1919 — 3 жертви;
- 1920 — 6 жертв;
- 1921 — 23 жертви;
- 1922 — 24 жертви;
- 1923 — 26 жертв;
- 1924 — 20 жертв;
- 1925 — 8 жертв;
- 1926 — 14 жертв.

За населеними пунктами (села):
- Чопра — 6 жертв;
- Котхкі, Ратаурі — по 5 жертв;
- Біяракот — 4 жертви;
- Накот, Гандхарі, Какханді, Дадолі, Кетхі, Іхірмолі, Голабраі, Ламері — по 3 жертви;
- Баджаду, Рампур, Маікоті, Чхатолі, Коті, Малода, Раута, Канде, Баурун, Сарі, Ранау, Пунар, Тілані, Баунтха, Награсу, Гвар, Марвара — по 2 жертви;
- Азон, Пілу, Бхаунсал, Мангу, Баінджі, Кхамолі, Сванрі, Пхалсі, Канда Дхаркот, Данджі, Гунаун, Бхатчаон, Бавал, Барзіл, Бхаінстаон, Нарі, Сандар, Таменд, Кхатіана, Сеопурі, Сан, Сіунд, Камера, Дармарі, Дхамка Бела, Бела Кунд, Саур, Бхаінсарі, Байну, Квілі, Дхаркот, Бхаінгаон, Чхінка, Дхунг, Кіурі, Балюн, Кандал, Покхта, Тхапалгаон, Бансу, Наг, Баісані, Рудрапраяґ, Гвар, Кална, Бхунка, Саіл, Пабо, Бхаінсвара — по 1 жертві.

## Полювання на людожера
У 1921 році двоє молодих британських офіцерів прибули в Рудрапраяґ з метою вбити леопарда-людожера. Вони облаштували засідку біля входів на підвісний міст через річку Алакнанда з обох берегів, де просиділи два місяці. Нарешті, леопард вийшов на міст. Один з офіцерів стрілив у нього з рушниці, другий здійснив шість пострілів з револьвера, але леопард втік. Вважаючи, що звір смертельно поранений, офіцери провели довгі і безуспішні пошуки трупа. Як з'ясувалося пізніше, влучним був лише постріл з рушниці. Він пошкодив хижакові подушечку на пальці лівої задньої лапи, після чого леопард не вбивав людей наступні півроку.
Вперше Джим Корбетт прибув в Рудрапраяґ для полювання на людожера в 1925 році. Безуспішні спроби тривали десять тижнів, після чого пізньої осені сильно втомлений Корбетт був змушений поїхати у справах. Проте уже навесні 1926 року мисливець повернувся закінчити розпочату справу.
В якості приманки використовувалися як кози, так і недоїдені леопардом тіла вбитих ним людей. У трупи з метою отруєння хижака закладали капсули з ціанідом. Пастки додатково облаштовували капканами та самострілами.
Корбетт вважав всі спроби вистежити леопарда ретельно підготовленими. На його думку, все невдалі спроби вбити або спіймати тварину закінчилися провалом через невезіння. Нарешті, вночі проти 2 травня 1926 року мисливець застрелив людожера.

## У кіно
Історія полювання на хижака лягла в основу фільму «The Man-Eating Leopard of Rudraprayag» із циклу «Manhunters» (з англ. «Людожери»), який демонструвався на каналі BBC Two в 2005 році.